# Liberia
Liberia város Costa Ricában, San Josétól kb. 215 km-re ÉNy-ra; Guanacaste tartomány székhelye. Lakossága 57 ezer fő volt 2013-ban.
A terület az egész Nicoya-félszigettel együtt a gyarmati időkben Nicaraguához tartozott és lakóinak 1820. évi szavazása után csatolódott Costa Ricához.

## Látnivalók
Látnivalói közé tartozik egy régi kis templom (La Vieja Ermita) egy újjáépített és egy modern templom (Iglesia Inmaculada Concepcion de Maria), a városi piac, a Museo de Sabanero (múzeum) és az innen 4 km-re levő "Africa Mia" nevű szafaripark.
A várostól keletre fekszik a Miravalles-vulkán. 
A Volcán Tenorio Nemzeti Park keletre, a Rincón de la Vieja Nemzeti Park ÉK-re található.

## Fordítás
- Ez a szócikk részben vagy egészben  a   Liberia című angol Wikipédia-szócikk fordításán alapul.  Az eredeti cikk szerkesztőit annak laptörténete sorolja fel. Ez a jelzés csupán a megfogalmazás eredetét és a szerzői jogokat jelzi, nem szolgál a cikkben szereplő információk forrásmegjelöléseként.